# Замок Святого Георгія (Превеза)
Замок Святого Георгія (Превеза) (грецька: Κάστρο του αγίου Γεωργίου; турецька: Yeni kale, or Hizir kalesi)  — османське укріплення, розташоване в південній частині старого міста Превеза, Греція, побудоване у 1807 році.

## Історія
Замок був побудований у 1807 р., за планами, складеними французьким інженером Фредеріком Франсуа Гійомом де Водонкуртом, коли регіоном керував Алі-паша Тепелєнський — напівавтономний османський правитель Епіру. Це було його першим великим архітектурним проєктом в Превезі, після того, як він відбив її наприкінці листопада 1806 року.
Алі-паша тиснув на французького консула в Яніні Франсуа Пукевіля, щоб до нього відправили офіцерів та запаси військ Наполеона. Особливо він був зацікавлений у забезпеченні військовими інженерами, які могли б допомогти у будівництві нових укріплень у регіоні, особливо у Превезі та підготовки нападу на Лефкаду, який проте не відбувся. Замок спочатку називали по-турецьки "Yeni kale" (новий замок), але через кілька років (близько 1815 р.) інший замок отримав цю назву (замок Пантократор), оскільки він був новішим. Згодом замок отримав назву "Hizir kalesi" (замок Зеленого) або (замок казарм). Замком Святого Георгія його назвали в 1912 році.

## Будівництво
Замок спроектували французькі інженери, які також наглядали за його будівництвом. Він був побудований на південному краю Превези для того, щоб захищати вузький водний канал, що веде від Іонічного моря до Амбракійської затоки.
Для будівництва Алі-паша найняв двох французьких військових інженерів; капітана Понсетона та полковника Фредеріка Франсуа Гійома де Водонкурта, для допомоги у розробці та виконанні плану. Він також привіз 300 грецьких робітників та 200 каменотесів з контрольованої території нинішньої Греції, які працювали за примусом та без оплати.  Проєкт будівництва був реалізований менш ніж за рік (з лютого по осінь 1807 року). Для будівництва замку використовувались матеріали з інного замку міста — Замку Бука.
Замок побудований на місці древніх укріплень, залишки яких збереглись у його фундаменті.
Стіни утворено шляхом облицювання каменем викопаної оборонної траншеї із західної, північної та північно-східної сторін укріплення.  На північно-східній стороні побудовано військові казарми. Також була збудована прибрежна стіна, складена з великих грубообтесаних каменів, яка починалась на відстані  близько 60 метрів від замку і створювала своєрідний  бастіон, всередині якого знаходилася будівля для охорони. 

## Сьогодення
Сьогодні замок складається з одної стіни, захищеної високими бастіонами. Як це було характерно для укріплень цього часу, стіни були встановлені під невеликим кутом, щоб краще відбивати артилерійський вогонь. Хоча більшість початкових споруд початку ХІХ століття збереглося, деякі частини замку були модифіковані, щоб відповідати принципам грецької військової фортифікації у ХХ столітті. Наприклад, були розкопані деякі батарейні майданчики, а бастіони були змінені, щоб створити краще захищені каземати. Крім того, здається, що всі службові будівлі в корпусі повністю збудовані в XX столітті, за винятком невеликого мурованого будинку, який веде до складу пороху. Головний вхід до замку розташований у північно-східному куті території замку та виходить до центру міста.
Після захоплення Превези грецькою армією, 21 жовтня 1912 року замок перейшов під її юрисдикцію. Замок став базою 15-го піхотного полку 8-ї дивізії.     
У 2002 році армія покинула замок, який проте залишається у її власності.    

## Див також
- Замок святого Андрія
- Замок Бука